# Radar Station B-71
La Radar Station B-71 est une station radar d'alerte précoce américaine située dans le comté de Del Norte, en Californie. Construite en 1942, elle est inscrite au Registre national des lieux historiques depuis le 19 avril 1978 en plus d'être protégée au sein du parc national de Redwood. On l'atteint par la Redwood Highway, elle-même inscrite au même registre.